# Дад
Дад (араб. ضاد‎) — пятнадцатая буква арабского алфавита. Используется для обозначения фарингализованного или веляризованного d ([dˁ], [dˠ]). Относится к солнечным буквам.

## Соединение
Стоящая в конце слова дад пишется как ـض; в середине как ـضـ и в начале слова — ضـ.

## Абджадия
Букве соответствует число 800.

## Произношение
Этот звук выходит из центральной части языка, который прижимается к верхним коренным зубам. Либо к правому ряду зубов, либо к левому. Первый вариант легче, чем второй. Высшим пилотажем считается приближение обоих боков языка к верхним коренным зубам с обеих сторон. Корень языка приподымается вверх к мягкому нёбу.
В руководствах по «таджвиду» (орфоэпии) звук «Дад» сравнивается с зобным воркованием голубя.
Звук ـضـ напоминает звуки «лд», слившиеся в один звук.
В заимствованиях из арабского в испанском языке звук ض обычно переходит в «ld», например, القاضي al-calde «судья», البياض albayalde «белила».

## Диалектные произношения
В египетском диалекте звук «дад» произносится как обычное «з». Например: مضبوط — мазбут, что переводится как «нормально, хорошо», а بالضبط — биззабт, то есть: «точно, в яблочко».